# ماريا فارمر
ماريا ك. فارمر (مواليد 1969 أو 1970) هي فنانة بصرية أمريكية معروفة بتقديمها أول شكوى جنائية للسلطات القانونية، إلى شرطة مدينة نيويورك وإلى مكتب التحقيقات الفيدرالي (FBI)، في عام 1996، بشأن تصرفات الممول والمدان بجرائم الاعتداء الجنسي جيفري إبستين. فارمر، وهي رسامة تصويرية، وصفت تجربتها وتجربة أختها آني مع سوء السلوك الجنسي من إبستين وجيسلين ماكسويل لأحد الصحفيين في مجلة فانيتي فير عام 2002، لكن المجلة امتنعت عن تضمين ذلك في تقاريرها.

## الحياة المبكرة والتعليم
وُلِدت فارمر في عام 1969 أو 1970 في بادوكا، كنتاكي لفرانك فارمر وجانيس سوين. لديها شقيقان أصغر منها وأختان أصغر منها. عاشت العائلة لبعض الوقت في فينيكس، أريزونا. منذ سن مبكرة، كانت لديها نية محددة لتصبح فنانة.
التحقت فارمر بجامعة سانتا كلارا وتخرجت منها عام 1992. انتقلت إلى مدينة نيويورك عام 1993 للدراسة في أكاديمية نيويورك للفنون. حصلت على درجة الماجستير من الأكاديمية عام 1995. في العام نفسه، حضرت ورشة عمل دراسات عليا في معهد سانتا في للفنون.

## الحياة المهنية
تُعتبر فارمر فنانة تشكيلية تركز بشكل أساسي على الرسم بالألوان الزيتية ورسومات الباستيل للأفراد أو المجموعات. في منتصف التسعينيات، أثناء دراستها في مرحلة الدراسات العليا، أفادت بأنها باعت أعمالها الفنية مقابل 20,000 دولار مباشرةً من مرسمها. في معرض تخرجها عام 1995، قدمت عميدة الأكاديمية، إيلين غوغنهايم، فارمر إلى جيفري إبستين، الذي كان عضوًا في مجلس إدارة الأكاديمية من 1987 إلى 1994، وشريكته جيسلين ماكسويل.
على الرغم من أن فارمر كانت قد باعت بالفعل لوحتها بمبلغ 12,000 دولار لمشترٍ ألماني، أفادت التقارير بأن إبستين رغب في شرائها أثناء حفل الاستقبال بنصف السعر، وحثتها غوغنهايم على تقديم صفقة له. قبل هذا اللقاء، كانت فارمر على علم بأن إبستين كان يحضر بانتظام فعاليات الأكاديمية وغالبًا ما يراقب طلاب الفنون أثناء عملهم في المرسم. وكان معروفًا في الأكاديمية أن إبستين وماكسويل من أبرز رعاة الفنون.
في صيف عام 1995، كانت فارمر واحدة من بين أربعة فنانين تم اختيارهم لحضور رحلة مدفوعة التكاليف بالكامل إلى سانتا في. أكد العديد من الفنانين أنهم حضروا حفل عشاء استضافه جيفري إبستين وغيسلين ماكسويل، بحضور إيلين غوغنهايم. وكان الهدف من الحفل اختبار حدود الفنانين ضمن بيئة غريبة وتنافسية، حيث وُعدت النساء بأن إحداهن ستحصل على تكليف فني كبير لإنشاء عمل فني لمنزل إبستين في نيو مكسيكو. ومع ذلك، لم يتحقق أي تكليف أو وعد.
في نيويورك، تم توظيف ماريا فارمر للعمل لدى جيفري إبستين، بدايةً كمستشارة فنية، حيث أشرفت على شراء أعمال فنية لفنانين مثل تشاك بوديش وديميان لوب لصالح مجموعة إبستين الفنية. استمرت فارمر في العمل لدى إبستين كموظفة استقبال في قصره بنيويورك، حيث كانت مسؤولة عن تسجيل دخول "العمال، والمصممين، والأصدقاء".
لاحظت فارمر عددًا كبيرًا من الفتيات الصغيرات يدخلن ويخرجن من المنزل، وأشارت إلى أن غيسلين ماكسويل كانت تقوم برحلات متكررة لجلب الفتيات لإبستين. وذكرت أيضًا أن إبستين أراها غرفة الأمن في قصره، والتي كانت مجهزة بأنظمة مراقبة فيديو واسعة تركز على الأسرّة ودورات المياه داخل العقار. وأفادت التقارير أن المحامي آلان ديرشويتز كان يزور منزل إبستين في نيويورك بانتظام.

### إقامة فنية في ويكسنر
في صيف عام 1996، تم تكليف ماريا فارمر بإنشاء عملين فنيين ليتم استخدامهما في موقع تصوير فيلم أفضل ما يمكن حصوله. في ذلك الوقت، كانت فارمر تعيش في شقة صغيرة في قرية غرينتش. عرض عليها جيفري إبستين مساحة أكبر لإنجاز أعمالها كفنانة مقيمة في منزل ضيافة (بمساحة 10,600 قدم مربع) ضمن ممتلكات ليزلي "ليس" ويكسنر في نيو ألباني، أوهايو.
في مايو 1996، سافرت فارمر إلى عقار ويكسنر في أوهايو باستخدام شاحنة مستأجرة محملة بموادها الفنية ولوازمها. رغم أن العقار كان واسعًا، إلا أن فارمر شعرت بالانزعاج عندما علمت بعد وصولها أن المنزل يخضع لحراسة مشددة من قبل أفراد أمن مسلحين تابعين لويكسنر، وكان يتعين عليها الاتصال بزوجة ويكسنر، أبيجيل ويكسنر، للحصول على إذن لمغادرة المنزل أو العقار.
ذكرت ماريا فارمر في إفادة خطية قُدمت لدعم دعوى تشهير رفعتها فيرجينيا جوفري ضد آلان ديرشويتز، أن جيفري إبستين وغيسلين ماكسويل وصلا إلى العقار في أوهايو واعتديا عليها جنسيًا. تمكنت فارمر من الفرار إلى جزء آخر من المنزل وأغلقت على نفسها الغرفة عن طريق دفع الأثاث ضد الباب.
تواصلت فارمر مع أفراد من عائلتها، ومعلمها الفنان إريك فيشل، كما حاولت الاتصال بالسلطات. أخبرها أفراد الأمن في العقار بأنها لا تستطيع المغادرة، وتم احتجازها ضد إرادتها لمدة 12 ساعة. في نهاية المطاف، تمكنت من مغادرة المكان عندما وصل والدها، بعد أن قطع مسافة طويلة من كنتاكي إلى أوهايو، لاصطحابها.
في وقت لاحق من صيف نفس العام، علمت ماريا فارمر أن شقيقتها الصغرى آني تعرضت أيضًا للاعتداء من قبل جيفري إبستين أثناء زيارتها له في مزرعته "زورّو رانش" في نيو مكسيكو في أبريل 1996. وفي دعوى قضائية قُدمت في عام 2019 ضد تركة إبستين، ذكرت آني فارمر أن إبستين قام بالتحرش بها، وملامسة جسدها بشكل غير لائق، وحاول التسلل إلى سريرها أثناء وجودها في نيو مكسيكو. كما أفادت بأن غيسلين ماكسويل قدمت لها تدليكًا غير لائق وهي عارية الصدر.
اتصلت ماريا فارمر بشرطة مدينة نيويورك (NYPD) ومكتب التحقيقات الفيدرالي في 26 أغسطس 1996 للإبلاغ عن الاعتداء الذي تعرضت له. ومع ذلك، لم تتخذ السلطات أي إجراء بخصوص الاعتداء. لكن شرطة نيويورك قامت بإعداد تقرير حول سرقة أعمالها الفنية التي ارتكبتها غيسلين ماكسويل وجيفري إبستين.
في عام 2002، شاركت ماريا فارمر وشقيقتها ووالدتها قصصهن مع الصحفية فيكي وارد، التي كانت تعمل حينها في مجلة فانيتي فير وتكتب تقريرًا عن جيفري إبستين. ورغم أن عائلة فارمر أدلت بشهاداتها حول الانتهاكات التي تعرضت لها، تم استبعاد ذكرها من القصة النهائية التي نُشرت تحت إشراف رئيس التحرير آنذاك، جرايدون كارتر. لاحقًا، ادعى كارتر أنه تعرض لضغوط من إبستين لحذف الإشارات إلى شقيقات فارمر من التقرير عند النشر. كما أُفيد بأن منزل كارتر ومكتب فانيتي فير تلقيا تهديدات غامضة (رصاصة ورأس قطة) في أوقات مرتبطة بالتحقيق الإضافي المحتمل في أنشطة إبستين.
أكد جامع الأعمال الفنية ستيوارت بيفار أنه علم بتجربة ماريا فارمر في وقت قريب بعد وقوع الحادث. كما أكد الفنان إريك فيشيل رواية فارمر وأكد أنه تم الاتصال به من قبلها. كانت غيسلاين ماكسويل تهدد حياة فارمر بشكل متكرر بعد الحادث في محاولة لإجبارها على الصمت. بعد نشر تقرير فانيتي فير عن إبستين، حيث قرر المحررون عدم نشر رواية فارمر، قالت إنها شهدت تصاعدًا في التهديدات، مما دفعها إلى مغادرة عالم الفن في نيويورك.
صرحت فارمر بأنها تلقت تهديدات مباشرة متعددة من ماكسويل وإبستين، اللذين اتصلا أيضًا بعملائها وأصدقائها في عالم الفن في محاولة لتدمير مصداقيتها. وقالت: "كنت مرعوبة من ماكسويل وإبستين، وانتقلت عدة مرات في محاولة للاختباء منهم". بعد أن تحملت التهديدات المستمرة، غيّرت فارمر اسمها وانتقلت أولًا إلى كارولينا الشمالية. على مدار 24 عامًا، عملت بهدوء في بيع التحف وترميم المنازل في جنوب شرق الولايات المتحدة، في محاولة للبقاء بعيدًا عن الأضواء.
ظهر مكتب التحقيقات الفيدرالي (FBI) أمام باب فارمر في عام 2006 لاستجوابها قبيل اعتقال إبستين في أول محاكمة جنائية له، ولكن لم يُسفر ذلك عن أي شيء. في عام 2016، تم الاتصال بفارمر مرة أخرى، هذه المرة من قبل محامين كانوا يعملون مع فيرجينيا جوفري. وما زالت فارمر في حالة اختفاء، روَت تجربتها مع إبستين وماكسويل لستانلي بوتينغر وبرادلي إدواردز لمساعدتهما في فهم أفضل لأساليب المدعى عليهم على مر الزمن.

### قرار التحدث علنا
بعد تشخيصها بورم في الدماغ في أوائل عام 2019، وصفت فارمر إدراكها وغضبها حيال التأثير الذي تركه الاعتداء (بالإضافة إلى سنوات الاختباء بعد التهديدات التي استهدفت حياتها) عليها وعلى عائلتها، معتبرة ذلك دافعًا لها للتحدث علنًا. في 16 أبريل 2019، قدمت فارمر إفادة خطية في المحكمة الفيدرالية في نيويورك، حيث ادعت أنها وشقيقتها البالغة من العمر 15 عامًا، آني، تعرضتا للاعتداء الجنسي من قبل جيفري إبستين وجيسلين ماكسويل في مواقع منفصلة في عام 1996.
في مقابلة مع مجلة "غراتسيا" في سبتمبر 2019، عبّرت فارمر عن أن أكبر صدمة لها كانت الخيانة التي تعرضت لها من النساء، إلى جانب اللامبالاة التي أظهرتها السلطات تجاه تقاريرها المبكرة حول سلوك إبستين وماكسويل المسيء. في نوفمبر 2019، تم أيضًا إجراء مقابلة مع فارمر من قبل أنتوني ماسون لبرنامج "سي بي إس ذا مورنينغ".
ذكرت شبكة إيه بي سي نيوز أن فارمر وشقيقتها الصغرى آني كانتا تشتركان في أوجه تشابه مع تشاونتاي ديفيز وشقيقتها الصغرى تيالا من حيث أن إبستاين تلاعب بالثقة داخل كلتا المجموعتين العائليتين لتعزيز مصلحته الإجرامية في إساءة معاملة الفتيات الصغيرات.
في أواخر عام 2019 وأوائل عام 2020، دعا خمسة مصارعين، وهم ناجون من فضيحة الاعتداءات في جامعة ولاية أوهايو، المسؤولين الحكوميين على المستويين المحلي والفيدرالي لإجراء تحقيقات إضافية في مزاعم فارمر المتعلقة بالاعتداء الجنسي في ممتلكات ويكسر. دعا المصارعون إلى مزيد من المساءلة بشأن تورط عائلة ويكسر في إساءة إبستين، وأعربوا عن قلقهم بشأن تأثير أبقالي وويكلي ويكسر المستمرين كأكبر وأشهر المانحين للجامعة.
ظهرت فارمر في سلسلة من أربعة أجزاء على نيتفليكس، التي تم إصدارها في مايو 2020، بعنوان "جيفري إبستين: الغني القذر" (Jeffrey Epstein: Filthy Rich)، والتي أخرجتها ليزا برايان، وكانت مستندة إلى الكتاب الذي يحمل نفس الاسم من تأليف جيمس باترسون.

### الأعمال الفنية الأخيرة
في يناير 2020، ورد أن فارمر كان يعمل على سلسلة من اللوحات ورسومات الباستيل تسمى "مشروع الناجين" تتكون من صور فردية للناجين المعروفين من إساءة إبستين. وتزعم أن الأذى الذي تعرض له عدد لا يحصى من ضحايا إبستين كان من الممكن منعه لو تحركت السلطات عندما أبلغت عن الإساءة لأول مرة.
أنشأت فارمر عملاً فنيًا بطول سبعة أقدام على القماش حول شبكة إساءة معاملة إبستين والذي صور الأفراد المتورطين في الفضيحة بأسلوب يشبه أسلوب هيرونيموس بوش.

## الحياة الشخصية
بعد تشخيص إصابتها بورم في المخ وسرطان الغدد الليمفاوية غير هودجكين، بدأت تتلقى العلاج من السرطان في مايو 2020.

## قراءة إضافية
- Brown، Julie K. (28 نوفمبر 2018). "Even from jail, sex abuser manipulated the system. His victims were kept in the dark". Miami Herald. مؤرشف من الأصل في 2023-12-21.
- Brown، Julie K. (28 نوفمبر 2018). "For years, Jeffrey Epstein abused teen girls, police say. A timeline of his case". ميامي هيرالد. مؤرشف من الأصل في 2024-12-08.
- Brown، Julie K. (28 نوفمبر 2018). "How a future Trump Cabinet member gave a serial sex abuser the deal of a lifetime". ميامي هيرالد. مؤرشف من الأصل في 2024-07-29.
- Bruck، Connie (5 أغسطس 2019). "Devil's Advocate: Alan Dershowitz's long, controversial career – and the accusations against him". ذا نيو يوركر. ص. 32–47. مؤرشف من الأصل في 2025-01-04.

## روابط خارجية
- مقابلة فيديو مع ماريا فارمر مع قناة سي بي إس نيوز ، نوفمبر 2019، cbsnews.com؛ تم الوصول إليها في 24 يوليو 2020.
- ماريا فارمر وآني فارمر ووالدتهما في مقابلة مع قناة ABC News ، يناير 2020، abcnews.go.com؛ تم الوصول إليه في 24 يوليو 2020.